# راچا (کورشوملییا)
راچا (به صربی: Rača) یک منطقهٔ مسکونی در صربستان است که در کورشوملیا واقع شده‌است. راچا ۲۴۷ نفر جمعیت دارد.